# 7230 Lutz
7230 Lutz è un asteroide della fascia principale. Scoperto nel 1985, presenta un'orbita caratterizzata da un semiasse maggiore pari a 2,3735166 UA e da un'eccentricità di 0,2393329, inclinata di 3,14440° rispetto all'eclittica.